# Cultuur van het leven
De cultuur van het leven is een begrip dat in de ethiek gebruikt wordt in kwesties zoals de doodstraf, oorlog, anticonceptie, embyronaal stamcelonderzoek, abortus en euthanasie en waarbij men vertrekt vanuit het principe dat het menselijk leven heilig en beschermenswaardig is vanaf de conceptie tot aan de natuurlijke dood. De term werd door paus Johannes Paulus II in 1993 voor het eerst gebruikt tijdens een bezoek aan de Verenigde Staten. Hij werkte dit begrip verder uit in zijn encycliek Evangelium Vitae (Evangelie van het Leven) (1995) en plaatste het daar tegenover de cultuur van de dood.